# Jüdischer Friedhof (Bisperode)
Einen eigenen jüdischen Friedhof  gab es in Bisperode, einer Ortschaft im Flecken Coppenbrügge im Landkreis Hameln-Pyrmont in Niedersachsen, nie. Auf dem christlichen Dorffriedhof sind jedoch zwei Grabsteine – ein jüdischer Ehegattenstein (1866/1901) – erhalten.